# IC 1994
IC 1994 ist eine Spiralgalaxie vom Hubble-Typ S?? im Sternbild Pendeluhr am Südsternhimmel.
Entdeckt wurde das Objekt am 14. Oktober 1898 von DeLisle Stewart.